# Kameskiri járás
A Kameskiri járás (oroszul Камешкирский район) Oroszország egyik járása a Penzai területen. Székhelye Russzkij Kameskir.

## Népesség
- 1989-ben 16 733 lakosa volt.
- 2002-ben 14 404 lakosa volt, melynek 68%-a orosz, 30%-a mordvin, 1%-a tatár.
- 2010-ben 12 802 lakosa volt, melynek 69,3%-a orosz, 27%-a mordvin, 1,6%-a tatár.